# Ambrose Dudley, 3:e earl av Warwick

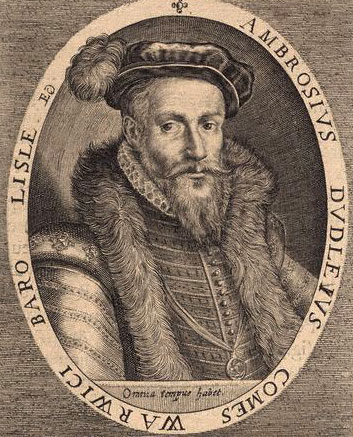
Ambrose Dudley, 3:e earl av Warwick.

Ambrose Dudley, 3:e earl av Warwick, född omkring 1528, död 1590, var en engelsk krigare och adelsman, son till John Dudley, 1:e hertig av Northumberland och Jane Dudley.
Dudley deltog i försöket att sätta lady Jane Grey på tronen, dömdes därför i november 1553 till döden, men benådades och frigavs 1554, stod i gunst hos drottning Elisabet, som  1561 upphöjde honom till earl av Warwick. 
Dudley sändes av henne 1562 som generalkapten till Le-Hâvre för att hjälpa därvarande franska hugenotter mot Guiserna. Förlikning ingicks emellertid mellan de stridande fransmännen, som i stället vände sig mot Dudley, vilken efter tappert försvar måste uppge staden, juli 1563.